# Стефан Стојановић (фудбалер, 2001)
Стефан Стојановић (Фоча, 27. јул 2001) је српски професионални фудбалер који тренутно наступа за ФК Спартак Суботица. Он је свестран играч, може да игра на обе крилне позиције, као и у централнијој нападачкој улози. Препознат је по вештинама дриблинга, брзини и способности да ефективно користи обе ноге.

## Клупска каријера
Стефан Стојановић је започео тренирање фудбала у локалном клубу ФК Сутјеска Фоча. Након играња за младе селекције ФК Сутјеска Фоча, Стојановић се 2013. године прикључио омладинској школи ФК Партизан. Са петнаест година, прикључио се ФК ДИФ Београд, а потом је једну сезону играо за ФК Звездара. Први професионални уговор Стојановић је потписао са ФК Радом у јулу 2021. године.
Након Рада, прешао је у ФК ИМТ, а од 3. августа 2023. наступао је за ФК Текстилац Оџаци. У својој првој сезони у клубу, 2023/24, такмичио се у Првој лиги Србије и са Текстилцем је остварио историјски успех пласманом у Суперлигу Србије. У сезони 2024/25, током које је његов тим наступао у елитном рангу, Стојановић је био један од кључних играча, забележивши 34 наступа, 2 гола и 4 асистенције.
У јуну 2025. године, Стојановић је потписао трогодишњи уговор са Спартаком из Суботице, где је представљен као прво појачање клуба у летњем прелазном року.